# Källön

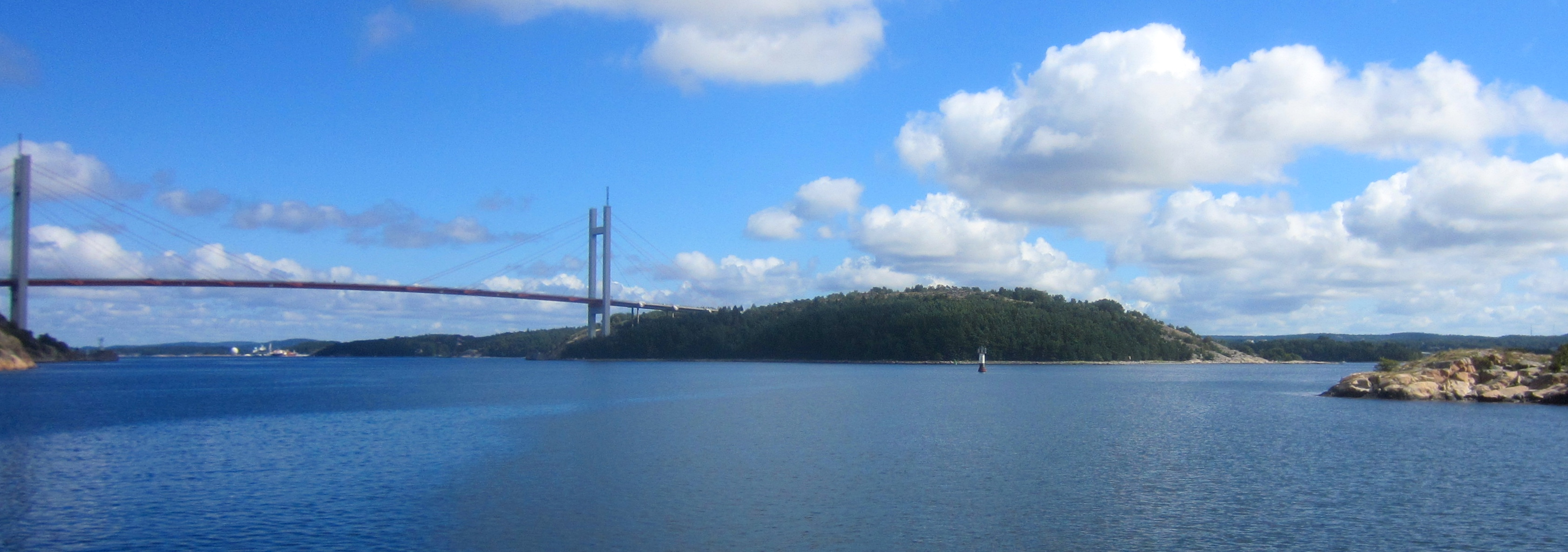
Tjörnbron sträcker sig från Almön i väster till Källön i öster.

Källön är en obebodd ö  på cirka 9 hektar i Stenungsunds kommun, Västra Götalands län. Länsväg 160  går över ön, som förbinds med omvärlden genom Källösundsbron österut till Stenungsön och genom Tjörnbron, tidigare Almöbron, västerut till Almön och Tjörn.
Källön ägs sedan 1947 av Industrifacket Metalls medlemmar på SKF. Den förvaltas av "SKF:s Arbetares Förening Lilla Brattön" och AB Insula. Ön har varit och är delvis fortfarande en utflyktsö för de sommarboende på Lilla Brattön.
Intill vägen på Källön har två kungar skrivit sina namnteckningar på bergssidan. Gustaf VI Adolf under ett besök 1964, hans sonson Carl XVI Gustaf vid Tjörnbrons invigning den 9 november 1981.